# Solana del Comelleró
La Solana del Comelleró és una solana del terme municipal de Conca de Dalt, a l'antic terme d'Hortoneda de la Conca, al Pallars Jussà, en territori que havia estat de l'antic poble de Perauba.
Es troba a llevant d'Hortoneda, a prop del límit nord del terme municipal, proper al terme municipal de Baix Pallars, del Pallars Sobirà. És a prop i a migdia del Pletiu dels Racons i de l'Espluga de l'Oli d'Ermini. És al costat sud-est de l'extrem meridional dels Rocs del Comeller, a la dreta de la llau de la Font Freda.